# 第50回グラミー賞
第50回グラミー賞 (50th Grammy Awards) は2008年2月10日にロサンゼルスのステイプルズ・センターで開催された。テレビ中継は例年どおりCBSで放送され、日本ではWOWOWで放送された。

## 概要
今回はエイミー・ワインハウスが授賞式直前にビザ発給を拒否したものの、年間最優秀レコード賞を含む主要部門を含む5部門を受賞した。ニューエイジ部門にノミネートされていた喜多郎は受賞を逃した。さらに朗読アルバム部門では大統領選挙で戦い、2009年に大統領に就任したバラク・オバマ大統領が受賞した。

## 主要部門受賞者
当節の記述のうち、特記していない項目の出典はである。

### 主要4部門
年間最優秀レコード賞
- "Rehab" - エイミー・ワインハウス（『バック・トゥ・ブラック（Back to Black）』所収）

年間最優秀アルバム賞
- 『リヴァー〜ジョニ・ミッチェルへのオマージュ（River: The Joni Letters）』 - ハービー・ハンコック

年間最優秀楽曲賞
- "Rehab" - エイミー・ワインハウス（『バック・トゥ・ブラック（Back to Black）』所収）

最優秀新人賞
- エイミー・ワインハウス
- ファイスト
- レデシー（英語版）
- パラモア
- テイラー・スウィフト

### ポップ
最優秀女性ポップ・ボーカル・パフォーマンス
- "Rehab" - エイミー・ワインハウス（『バック・トゥ・ブラック（Back to Black）』所収）

最優秀男性ポップ・ボーカル・パフォーマンス
- "What Goes Around... Comes Around" - ジャスティン・ティンバーレイク（『フューチャー・セックス/ラヴ・サウンズ（FutureSex/LoveSounds）』所収）

最優秀ポップ・パフォーマンス（デュオもしくはグループ）
- "Makes Me Wonder" - マルーン5（『イット・ウォント・ビー・スーン・ビフォー・ロング（It Won't Be Soon Before Long）』所収）

最優秀ポップ・コラボレーション
- "Gone Gone Gone (Done Moved On)" - アリソン・クラウス＆ロバート・プラント（『レイジング・サンド（Raising Sand）』所収）

最優秀ポップ・インストゥルメンタル・パフォーマンス
- "One Week Last Summer" - ジョニ・ミッチェル（『シャイン（Shine）』所収）

最優秀ポップ・インストゥメンタル・アルバム
- 『ザ・ミックス・アップ（The Mix-Up）』 - ビースティ・ボーイズ
- 『イタリア（Italia）』 – クリス・ボッティ
- 『アット・ザ・ムービーズ（At the Movies）』 – デイヴ・コーズ
- 『グッド・トゥ・ゴー・ゴー（Good to Go-Go）』 – スパイロ・ジャイラ
- 『ラウンドトリップ（Roundtrip）』 – カーク・ウェイラム

最優秀ポップ・ボーカル・アルバム
- 『バック・トゥ・ブラック（Back to Black）』 - エイミー・ワインハウス
- 『ロスト・ハイウェイ（Lost Highway）』 – ボン・ジョヴィ
- 『The Reminder』 – ファイスト
- 『イット・ウォント・ビー・スーン・ビフォー・ロング（It Won't Be Soon Before Long）』 – マルーン5
- 『追憶の彼方に〜メモリー・オールモスト・フル（Memory Almost Full）』 – ポール・マッカートニー

### トラディショナル・ポップ
最優秀トラディッショナル・ポップ・ボーカル・アルバム
- 『コール・ミー・イレスポンシブル（Call Me Irresponsible）』 - マイケル・ブーブレ
- 『オーライ・スティル（Alright）』 – リリー・アレン
- 『ネオン・バイブル（Neon Bible）』 – アーケイド・ファイア
- 『ヴォルタ（Volta）』 – ビョーク
- 『ウィンシング・ザ・ナイト・アウェイ（Wincing the Night Away）』 – シンズ

### ダンス
最優秀ダンス録音
- "What Goes Around... Comes Around" - ジャスティン・ティンバーレイク（『フューチャー・セックス／ラヴ・サウンズ（FutureSex/LoveSounds）』所収）

最優秀エレクトリック／ダンス・アルバム
- 『ウィ・アー・ザ・ナイト（We Are the Night）』 - ケミカル・ブラザーズ
- 『†』 – ジャスティス
- 『サウンド・オブ・シルバー（Sound of Silver）』 – LCDサウンドシステム
- 『We Are Pilots』 – Shiny Toy Guns
- 『エレメンツ・オブ・ライフ（Elements of Life）』 – ティエスト

### ロック
最優秀ソロ・ロック・ボーカル・パフォーマンス
- "Radio Nowhere" - ブルース・スプリングスティーン（『マジック（Magic）』所収）

最優秀ロック・パフォーマンス（デュオもしくはグループ）
- "Icky Thump" - ザ・ホワイト・ストライプス（『イッキー・サンプ（Icky Thump）』所収）

最優秀ハードロック・パフォーマンス
- "The Pretender" - フー・ファイターズ（『エコーズ、サイレンス、ペイシェンス・アンド・グレイス（Echoes, Silence, Patience & Grace）』所収）

最優秀メタル・パフォーマンス
- "Final Six" - スレイヤー（『クライスト・イリュージョン（Christ Illusion）』所収）

最優秀ロック・インストゥルメンタル・パフォーマンス
- "Once Upon A Time In The West" - ブルース・スプリングスティーン（Various Artists『ウィ・オール・ラヴ・エンニオ・モリコーネ （We All Love Ennio Morricone）』所収）

最優秀ロック・ソング
- ブルース・スプリングスティーン "Radio Nowhere" - ブルース・スプリングスティーン（ソングライター）（『マジック（Magic）』所収）

最優秀ロック・アルバム
- 『エコーズ、サイレンス、ペイシェンス・アンド・グレイス（Echoes）』 - フー・ファイターズ
- 『Daughtry』 – ドートリー
- 『リヴァイヴァル（Revival）』 – ジョン・フォガティ
- 『マジック（Magic）』 – ブルース・スプリングスティーン
- 『スカイ・ブルー・スカイ（Sky Blue Sky）』 – ウィルコ

### オルタナティヴ
最優秀オルタナティヴ・ミュージック・アルバム
- 『イッキー・サンプ（Icky Thump）』 - ザ・ホワイト・ストライプス
- 『オーライ・スティル（Alright, Still）』 – リリー・アレン
- 『ネオン・バイブル（Neon Bible）』 – アーケイド・ファイア
- 『ヴォルタ（Volta）』 – ビョーク
- 『ウィンシング・ザ・ナイト・アウェイ（Wincing the Night Away）』 – シンズ

### R&B
最優秀女性R&Bボーカル・パフォーマンス
- "ノー・ワン（No One）" - アリシア・キーズ（『アズ・アイ・アム（As I Am）』所収）

最優秀男性R&Bボーカル・パフォーマンス
- "Future Baby Mama" - プリンス（『プラネット・アース：地球の神秘（Planet Earth）』所収）

最優秀R&Bパフォーマンス（デュオもしくはグループ）
- "Disrespectful" - チャカ・カーン＆メアリー・J. ブライジ（チャカ・カーン『ファンク・ディス（Funk This）』所収）

最優秀トラディッショナルR&Bボーカル・パフォーマンス
- "In My Songs" - ジェラルド・レヴァート（没後アルバム『In My Songs』所収）

最優秀アーバン／オルタナティヴ・パフォーマンス
- "Daydreamin'" - ジル・スコット＆ワサル・ムハンマド・ジェイコ（『Lupe Fiasco's Food & Liquor』所収）

最優秀R&Bソング
- アリシア・キーズ "ノー・ワン（No One）" - Dirty Harry、Kerry Brothers（ソングライター）（『アズ・アイ・アム（As I Am）』所収）

最優秀R&Bアルバム
- 『ファンク・ディス（Funk This）』 - チャカ・カーン
- 『ロスト・アンド・ファウンド（Lost & Found）』 – レデシー（英語版）
- 『Luvanmusiq』 – ミュージック・ソウルチャイルド
- 『The Real Thing』 – ジル・スコット
- 『Sex』 – タンク

最優秀コンテンポラリーR&Bアルバム
- 『ビコーズ・オブ・ユー（Because of You）』 - ニーヨ
- 『Konvicted』 – エイコン
- 『Just Like You』 – キーシャ・コール
- 『Fantasia』 – Fantasia
- 『イースト・サイド・ストーリー（East Side Story）』 – エミリー・キング（英語版）

### ラップ
最優秀ラップ・ソロ・パフォーマンス
- "Stronger" - カニエ・ウェスト（『グラデュエーション（Graduation）』所収）

最優秀ラップ・パフォーマンス（デュオもしくはグループ）
- "Southside" - コモン featuring カニエ・ウェスト（『ファインディング・フォーエヴァー（Finding Forever）』所収）

最優秀ラップ・コラボレーション（ボーカルあり）
- "Umbrella" - リアーナ featuring ジェイ・Z（『グッド・ガール・ゴーン・バッド（Good Girl Gone Bad）』所収）

最優秀ラップ・ソング
- カニエ・ウェスト "Good Life" - Aldrin Davis、T-ペイン、カニエ・ウェスト、マイク・ディーン（ソングライター）（『グラデュエーション（Graduation）』所収）

最優秀ラップ・アルバム
- 『グラデュエーション（Graduation）』 - カニエ・ウェスト

### カントリー
最優秀女性カントリー・ボーカル・パフォーマンス
- "Before He Cheats" - キャリー・アンダーウッド（『Some Hearts』所収）

最優秀男性カントリー・ボーカル・パフォーマンス
- "Stupid Boy" - キース・アーバン（『Love, Pain & the Whole Crazy Thing』所収）

最優秀カントリー・パフォーマンス（デュオもしくはグループ）
- "ハウ・ロング（How Long）" - イーグルス（『ロング・ロード・アウト・オブ・エデン（Long Road Out of Eden）』所収）

最優秀カントリー・コラボレーション（ボーカルあり）
- "Lost Highway" - レイ・プリンス（英語版）＆ウィリー・ネルソン（ウィリー・ネルソン『Lost Highway』所収）

最優秀カントリー・インストゥルメンタル・パフォーマンス
- "Throttleneck" - ブラッド・ペイズリー（『5th Gear』所収）

最優秀カントリー・ソング
- キャリー・アンダーウッド "Before He Cheats" - Josh Kear、Chris Tompkins（ソングライター）（『Some Hearts』所収）

最優秀カントリー・アルバム
- 『These Days』 - ヴィンス・ギル

### ニューエイジ
最優秀ニューエイジ・アルバム
- 『クレストン（Crestone）』 - ポール・ウィンター・コンソート（和太鼓：中村浩二）
- 『Faces of the Sun』 – Peter Kater
- 『空海の旅 3（Sacred Journey of Ku–Kai, Volume 3）』 – 喜多郎
- 『One Guitar』 – Ottmar Liebert
- 『Southwest』 – Eric Tingstad

### ジャズ
最優秀コンテンポラリー・ジャズ・アルバム
- 『リヴァー〜ジョニ・ミッチェルへのオマージュ（River: The Joni Letters）』 - ハービー・ハンコック
- 『Party Hats』 – Will Bernard
- 『Downright Upright』 – Brian Bromberg
- 『Re–imagination』 – Eldar
- 『He Had A Hat』 – ジェフ・ローバー

最優秀ジャズ・ボーカル・アルバム
- 『Avant Gershwin』 - パティ・オースティン

最優秀ジャズ・インストゥメンタル・ソロ
- "Anagram" - マイケル・ブレッカー（『聖地への旅（Pilgrimage）』所収）
- "Levees" – テレンス・ブランチャード
- "Both Sides Now– ハービー・ハンコック
- "Lullaby" – ハンク・ジョーンズ（ジョー・ロヴァーノ＆ハンク・ジョーンズ『Kids: Live at Dizzy's Club Coca-Cola』所収）
- "1000 Kilometers" – Paul McCandless

最優秀ジャズ・インストゥメンタル・アルバム（個人もしくはグループ）
- 『聖地への旅（Pilgrimage）』 - マイケル・ブレッカー
- 『Live at the Village Vanguard』 – ビル・チャーラップ（英語版）・トリオ
- 『Kids: Live at Dizzy's Club Coca-Cola』 – ジョー・ロヴァーノ＆ハンク・ジョーンズ
- 『ライン・バイ・ライン（Line by Line）』 – ジョン・パティトゥッチ
- 『バック・イースト（Back East）』 – ジョシュア・レッドマン

最優秀ラージ・ジャズ・アンサンブル・アルバム
- 『A Tale of God's Will』 - テレンス・ブランチャード

最優秀ラテン・ジャズ・アルバム
- 『Funk Tango』 - パキート・デリヴェラ（英語版）・クインテット

### ゴスペル
最優秀ゴスペル・パフォーマンス
- "Blessed & Highly Favored" – The Clark Sisters
- "Never Gonna Break My Faith" – アレサ・フランクリン＆メアリー・J. ブライジ Featuring The Harlem Boys Choir

最優秀ゴスペル・ソング
- The Clark Sisters "Blessed & Highly Favored" - Karen Clark Sheard（ソングライター）

最優秀ロックもしくはラップ・ゴスペル・アルバム
- 『Before the Daylight's Shot』 – Ashley Cleveland

最優秀ポップ／コンテンポラリー・ゴスペル・アルバム
- 『A Deeper Level』 – Israel and New Breed

最優秀サザン、カントリーもしくはブルーグラス・ゴスペル・アルバム
- 『Salt of the Earth』 – リッキー・スキャッグス＆The Whites

### ラテン
最優秀ラテン・ポップ・アルバム
- 『El Tren De Los Momentos』 - アレハンドロ・サンス

最優秀ラテン・ポップ・アルバム
- 『No Hay Espacio』 - ブラック・グアヤバ（英語版）

最優秀ラテン・アーバン・アルバム
- 『Residente o Visitante』 - Calle 13

最優秀トロピカル・ラテン・アルバム
- 『La Llave De Mi Corazón』 - フアン・ルイス・ゲラ

最優秀メキシカン／メキシカン-アメリカン・アルバム
- 『100% Mexicano』 - ペペ・アギラール（英語版）

最優秀テハーノ・アルバム
- 『Before The Next Teardrop Falls』 - リトル・ジョー（英語版）＆ラ・ファミリア

最優秀バンダ・アルバム
- 『Te Va a Gustar』 – エル・チャポ・デ・シナロア

### ブルース
最優秀トラディショナル・ブルース・アルバム
- 『Last of the Great Mississippi Delta Bluesmen: Live In Dallas』 – Henry James Townsend、パイントップ・パーキンズ、ロバート・ロックウッド・ジュニア、David Honeyboy Edwards

最優秀コンテンポラリー・ブルース・アルバム
- 『ザ・ロード・トゥ・エスコンディード（The Road to Escondido）』 – J・J・ケイル＆エリック・クラプトン

### フォーク
最優秀トラディショナル・フォーク・アルバム
- 『Dirt Farmer』 – リヴォン・ヘルム

最優秀コンテンポラリー・フォーク・アルバム
- 『Washington Square Serenade』 – スティーヴ・アール（英語版）

最優秀ブルーグラス・アルバム（新設）
- 『The Bluegrass Diaries』 - ジム・ローダーデイル（英語版）

最優秀ネイティブ・アメリカン・ミュージック・アルバム
- 『Totemic Flute Chants』 – Johnny Whitehorse

最優秀ハワイアン・ミュージック・アルバム
- 『Treasures of Hawaiian Slack Key Guitar』 – Various Artists

### レゲエ
最優秀レゲエ・アルバム
- 『マインド・コントロール（Mind Control）』 - スティーブン・マーリー（英語版）

### ワールドミュージック
最優秀トラディッショナル・ワールドミュージック・アルバム
- 『African Spirit』 - ソウェト・ゴスペル・クワイア（英語版）

最優秀コンテンポラリー・ワールドミュージック・アルバム
- 『ジン・ジン（Djin Djin）』 - アンジェリーク・キジョー

最優秀ザディコもしくはケイジャン・ミュージック・アルバム
- 『Live! Worldwide』 – Terrance Simien and the Zydeco Experience

最優秀ポルカ・アルバム
- 『Come Share the Wine』 - ジミー・スター

### チルドレンズ
最優秀チルドレンズ・ミュージック・アルバム
- 『The Muppets: A Green and Red Christmas』 – マペット

最優秀チルドレンズ・スポークン・ワード・アルバム
- 『ハリー・ポッターと死の秘宝（Harry Potter and the Deathly Hallows）』 – ジム・デイル（英語版）

### スポークン・ワード
最優秀スポークン・ワード・アルバム
- 『合衆国再生（The Audacity Of Hope: Thoughts On Reclaiming The American Dream）』 - バラク・オバマ

### コメディ
最優秀コメディ・アルバム
- 『The Distant Future』 - フライト・オブ・ザ・コンコルド（英語版）

### ミュージカル・ショー
最優秀ミュージカル・ショー・アルバム
- Original Broadway Cast with ジョナサン・グロフ、Lea Michele他『春のめざめ（Spring Awakening）』 - ダンカン・シェイク（英語版）（プロデューサー）。ダンカン・シェイク（作曲者）。Steven Sater（作詞者）。

### 映画、テレビ、その他ビジュアルメディア向け
最優秀コンピレーション・サウンドトラック・アルバム（映画、テレビ、その他ビジュアルメディア向け）
- ザ・ビートルズ『LOVE』 - ジョージ・マーティン、ジャイルズ・マーティン（コンピレーション・プロデューサー）

最優秀スコア・サウンドトラック・アルバム（映画、テレビ、その他ビジュアルメディア向け）
- 『レミーのおいしいレストラン：オリジナル・サウンドトラック（Ratatouille (Original Motion Picture Soundtrack)）』 – マイケル・ジアッチーノ（作曲者）

最優秀楽曲（映画、テレビ、その他ビジュアルメディア向け）
- ジェニファー・ハドソン "Love You I Do" （『ドリームガールズ：オリジナル・サウンドトラック（Dreamgirls: Music from the Motion Picture）』より） - サイーダ・ギャレット、Henry Krieger（ソングライター）

### 作曲・編曲
最優秀インストゥルメンタル作曲
- "Cerulean Skies" - マリア・シュナイダー（作曲者）（マリア・シュナイダー・オーケストラ『スカイ・ブルー（Sky Blue）』所収）

最優秀インストゥルメンタル編曲
- "In a Silent Way" - ヴィンス・メンドーザ（編曲者）（ジョー・ザヴィヌル『Brown Street』所収）

最優秀インストゥルメンタル編曲（ボーカリストあり）
- "I'm Gonna Live Till I Die" - ジョン・クレイトン（英語版）（編曲者）（クィーン・ラティファ『トラヴリン・ライト（Trav'lin' Light）』所収）

### パッケージ
最優秀録音パッケージ
- ブライト・アイズ『カッサダーガ（Cassadaga）』 - Zack Nipper（アート・ディレクター）

最優秀ボックスドもしくは特別限定版パッケージ
- Various Artists『What It Is!: Funky Soul and Rare Grooves (1967–1977)』 - Masaki Koike（アート・ディレクター）

### アルバム・ノーツ
最優秀アルバム・ノーツ
- Various Artists『John Work III: Recording Black Culture』 - Bruce Nemerov（アルバム・ノーツ・ライター）

### ヒストリカル
最優秀ヒストリカル・アルバム
- ウディ・ガスリー『The Live Wire: Woody Guthrie in Performance 1949』 - Nora Guthrie、Jorge Arévalo Mateus（コンピレーション・プロデューサー）。Jamie Howarth、Steve Rosenthal、Warren Russell-Smith、Dr. Kevin Short（マスタリング・エンジニア）。

### 制作（非クラシカル）
最優秀エンジニアド・アルバム（非クラシカル）
- スザンヌ・ヴェガ『ビューティ＆クライム（Beauty & Crime）』 - Tchad Blake、Cameron Craig、Emery Dobyns、Jimmy Hogarth（エンジニア）

プロデューサー・オブ・ザ・イヤー（非クラシカル）
- マーク・ロンソン

最優秀リミックスド録音
- パブリック・エナミー "Bring the Noise" (Benny Benassi Pump-Kin Remix) - ベニー・ベナッシ（英語版）（リミキサー）

### 制作（サラウンドサウンド）
最優秀サラウンドサウンド・アルバム
- ザ・ビートルズ『LOVE』 - Paul Hicks（サラウンド・ミックス・エンジニア）。Tim Young（サラウンド・マスタリング・エンジニア。George Martin、ジョージ・マーティン（サラウンド・プロデューサー）。

### 制作（クラシカル）
最優秀エンジニアド・アルバム（クラシカル）
- Charles Bruffy、Phoenix Bach Choir、Kansas City Chorale『グレチャニノフ：受難週 Op. 58（Passion Week）』 - John Newton（エンジニア）

プロデューサー・オブ・ザ・イヤー（クラシカル）
- ジュディス・シャーマン（英語版）

### ミュージック・ビデオ
最優秀短編ミュージック・ビデオ
- ジョニー・キャッシュ "God's Gonna Cut You Down" – Tony Kaye（ビデオ・ディレクター）。Rachel Curly（ビデオ・プロデューサー）。

最優秀長編ミュージック・ビデオ
- マドンナ『コンフェッションズ・ツアー・ライヴ（The Confessions Tour）』 - ジョナス・アカーランド（ビデオ・ディレクター）。Sara Martin、David May（ビデオ・プロデューサー）。

### 特別賞
ミュージケアーズ・パーソン・オブ・ザ・イヤー
- アレサ・フランクリン[2]